# Bakalland
Bakalland – polska firma, która zajmowała się produkcją bakalii i zdrowych batonów. W 2022 roku Bakalland połączył się z Purellą, tworząc nową firmę o nazwie FoodWell Sp. z o.o. FoodWell Sp. z o.o. planuje rozwijać wszystkie marki, które funkcjonowały do tej pory w obu spółkach, w tym Bakalland. Nowa firma chce być liderem w kategorii zdrowych produktów ze szczególnym wskazaniem na roślinne pochodzenie składników.

## Historia
Założycielami spółki Bakalland byli Marian Owerko, Artur Ungier i Jarosław Nikołajuk. Spółka powstała w 1991, a jej wspólnicy poznali się na studiach.

## Działalność
W fabrykach zlokalizowanych w Janowie Podlaskim, Włocławku, Łodzi i Osinie, odbywa się produkcja bakalii, batonów zbożowych i zbożowo-bakaliowych, batonów proteinowych, przekąsek, ciast i deserów w proszku oraz dodatków do ciast. Produkty marek z portfolio Grupy dostępne są w Polsce oraz na wielu rynkach europejskich, a także na innych kontynentach. Od 11 grudnia 2006 roku do 10 lutego 2015 roku spółka była notowana na warszawskiej Giełdzie Papierów Wartościowych.
Pod koniec lipca 2014 roku Urząd Ochrony Konkurencji i Konsumentów wydał zgodę na przejęcie przez Innova Phoenix firm Rieber Foods Polska (Delecta) i Bakalland.

## Prezesi Zarządu
- 1996–2014: Marian Owerko,
- 2014–2019: Marek Moczulski[7],
- 2019–2022: Marek Malinowski[8],
- 2023: Marian Owerko,
- od 2024: Monzer Elabrashy